# Unia Stronnictw Niepodległościowych
Unia Stronnictw Niepodległościowych (zwana także Unią Obozów Niepodległościowych lub Unią Lewicy) – reprezentacja polityczna lewicy niepodległościowej, nielegalne ugrupowanie polityczne powstałe w grudniu 1914 roku po rozpadnięciu Zjednoczenia Organizacji Niepodległościowych (ZON). Do USN weszły: Polska Partia Socjalistyczna, Związek Chłopski, Związek Patriotów, Unia Młodzieży Postępowo-Niepodległościowej. Programowo była kontynuatorką Komisji Skonfederowanych Stronnictw Niepodległościowych, w latach 1914-1915 wspierała działalność Naczelnego Komitetu Narodowego. Z Unią związana była Polska Organizacja Wojskowa (POW). Do czołowych działaczy należeli: Artur Śliwiński, Stanisław Śliwiński, Konstancja Klempińska, Stanisław Thugutt, Julia Rottermundówna i Bolesław Czarkowski.
5 sierpnia 1915 wraz z Konfederacją Narodową Polską i Zjednoczeniem Stronnictw Niepodległościowych utworzyła Komitet Naczelny Zjednoczonych Stronnictw Niepodległościowych.